# Kanadische Unterhauswahl 2025
- NDP: 7
- BQ: 22
- Grüne: 1
- Lib: 169
- Kon: 144

Die 45. kanadische Unterhauswahl (englisch 45th Canadian Federal Election, französisch 45e élection fédérale canadienne) fand am 28. April 2025 statt. Gewählt wurden die 343 Mitglieder des kanadischen Unterhauses (englisch House of Commons, französisch Chambre des Communes).

## Vorgeschichte

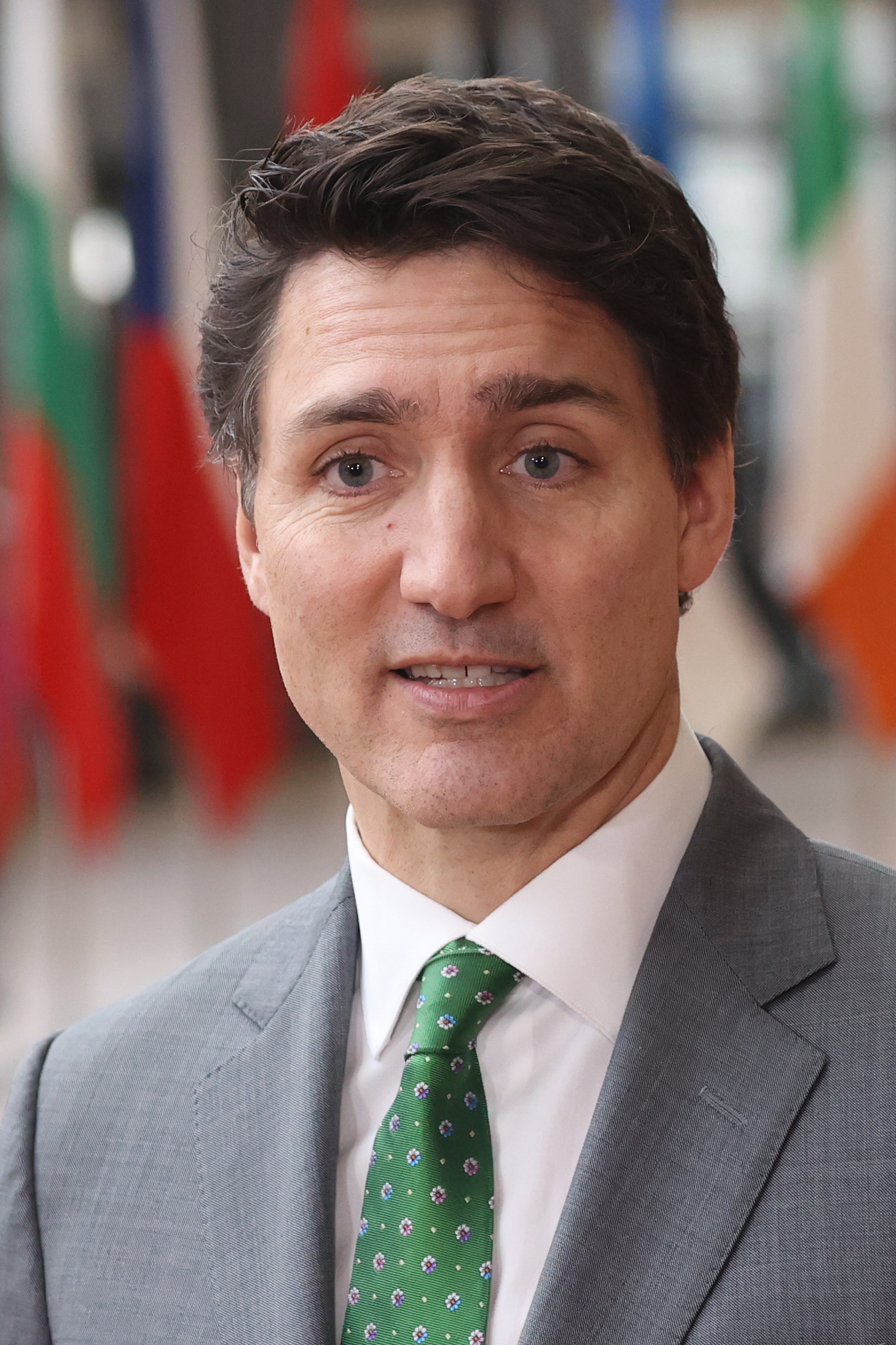
Justin Trudeau (2025)

Aus der letzten Unterhauswahl im Jahr 2021 waren die Liberalen unter ihrem Parteiführer Justin Trudeau als Sieger hervorgegangen. Mit 32,62 % Stimmenanteil gewannen sie 160 (47,3 %) der 338 Sitze im Unterhaus und konnten damit die schon zuvor regierende Minderheitsregierung unter Premierminister Trudeau fortsetzen. Die Regierung wurde im Unterhaus durch die sozialdemokratische Neue Demokratische Partei (NDP) unterstützt. Während der anschließenden Legislaturpriode zeichnete sich ein kontinuierlicher Popularitätsverfall Trudeaus und seiner Liberalen Partei ab. Von Beobachtern und in der öffentlichen Meinung wurde dem Premierminister zwar zugutegehalten, dass er Kanada relativ gut durch die COVID-19-Pandemie gesteuert hatte, jedoch wurden ihm und seiner Partei eine Reihe von Fehlern und Versäumnissen vorgeworfen. So war die Regierung in eine Reihe von Skandalen verwickelt, die finanzielle Unregelmäßigkeiten und mögliche Korruption zum Inhalt hatten. Die gestiegenden Lebenshaltungskosten und Inflation waren für viele Kanadier ein konstanter Anlass zur Sorge, ebenso wie die exorbitant gestiegenen und für Normal- und Geringverdiener kaum mehr bezahlbaren Mieten bzw. Preise für Wohnungen und Häuser. Am Beginn der Legislaturperiode hatte die Regierung das Ziel verkündet, jährlich 500.000 Einwanderer in Kanada zuzulassen, um dem Arbeitskräftemangel zu begegnen. Dieses Ziel wurde jedoch 2024 angesichts multipler Probleme deutlich zurückgeschraubt.
Im Sommer und Herbst 2024 verloren die Liberalen bei Nachwahlen mehrere sicher geglaubte Wahlkreise. In öffentlichen Meinungsumfragen sank die Zustimmungsrate zur Liberalen Partei auf einen Tiefpunkt. Im Dezember 2024 trat die stellvertretende Premierministerin Chrystia Freeland aufgrund von Meinungsverschiedenheiten mit dem Premierminister von ihren Ämtern im Kabinett zurück. Als Grund nannte sie die vermeintlich ungenügende Reaktion Trudeaus auf die Drohung des designierten US-Präsidenten Donald Trump, bei seinem Amtsantritt Strafzölle von 25 Prozent gegenüber Kanada zu erheben. Danach meldeten sich zahlreiche innerparteiliche Kritiker Trudeaus zu Wort und forderten mehr oder minder deutlich dessen Rücktritt. Am 6. Januar 2025 zog Trudeau die Konsequenzen aus den Entwicklungen und erklärte seinen Rücktritt vom Amt des Premierministers und des Vorsitzenden der Liberalen Partei. Er blieb jedoch geschäftsführend bis zur Wahl eines Nachfolgers im Amt. Auf Ersuchen Trudeaus wurde das Unterhaus durch die Generalgouverneurin von Kanada Mary Simon bis zum 24. März 2025 vertagt. NDP-Parteiführer Jagmeet Singh entzog der Regierung öffentlich die bisherige Unterstützung durch seine Partei.
Schon vor seinem Amtsantritt zu seiner zweiten Amtszeit als US-Präsident hatte Trump den kanadischen Premierminister als „Governor Trudeau“ tituliert. Dies wiederholte sich mehrfach, und Trump forderte Kanada in unverhohlener Weise auf, als 51. Bundesstaat den Vereinigten Staaten beizutreten. Was anfänglich als bizarrer Scherz verstanden werden konnte, entwickelte sich spätestens nachdem Trump seine Ankündigung von 25 % Strafzöllen gegenüber Kanada in die Realität umsetzte, und nach seiner Ankündigung, den Grenzvertrag zwischen Kanada und den Vereinigten Staaten aus dem Jahr 1908 revidieren zu wollen, in den Augen vieler Kanadier zu einem veritablen Bedrohungsszenario. Die neuen Zölle machten die starke wirtschaftliche Abhängigkeit Kanadas von den Vereinigten Staaten deutlich. Zu diesem Zeitpunkt wickelte Kanada 80 % seines Außenhandels mit den Vereinigten Staaten ab. Trudeau bezeichnete am 5. März 2025 die Verhängung der neuen Zölle als eine „sehr dumme Handlungsweise“. Präsident Trump strebe offensichtlich einen „vollständigen Kollaps der kanadischen Wirtschaft“ an, um das destabilisierte Land anschließend leichter annektieren zu können. Kanada werde aber niemals der 51. US-Bundesstaat werden.
In einer parteiinternen Urabstimmung wurde am 9. März 2025 Mark Carney mit 85,9 % der Stimmen zum Nachfolger Trudeaus im Amt des Parteivorsitzenden der Liberalen Partei gewählt. Am 14. März 2025 wurde Carney als neuer kanadischer Premierminister vereidigt. Neun Tage später kündigte er Neuwahlen für den 28. April 2025 an.

## Parteien und Spitzenkandidaten
Bei der Wahl kandidierten die sechs großen Parteien Kanadas, die auch schon bei der letzten Wahl antraten. Die Liberalen traten mit Prermierminister Mark Carney als Spitzenkandidaten an. Carney war noch nie zuvor bei Wahlen in ein politisches Amt gewählt worden. Er brachte aber umfangreiche Erfahrungen aus der Finanzwirtschaft mit und war nacheinander sowohl Direktor der Bank von Kanada als auch der Bank of England gewesen. In der ersten Funktion hatte er die Weltfinanzkrise 2007–2008 erlebt und in der zweitgenannten den Austritt des Vereinigten Königreichs aus der Europäischen Union. Gegenüber den Drohungen Präsident Trumps gab er sich selbstbewusst. Er sprach sich für Strafzölle für US-amerikanische Importe aus und lehnte einen Beitritt Kanadas zu den Vereinigten Staaten entschieden ab. Um Kanadas Wettbewerbsfähigkeit und die Kaufkraft der Bevölkerung zu steigern, versprach er gezielte Investitionen in Forschung und Entwicklung. Als ein Minuspunkt Carneys wurde gesehen, dass er weniger gut Französisch sprach als seine Mitbewerber.
Carneys Hauptwidersacher war der Spitzenkandidat der Konservativen Partei Pierre Poilievre, der seit fast zwei Jahrzehnten in der Politik Kanadas aktiv ist. Poilievre ist für seinen konfrontativen politischen Stil bekannt. Den zurückgetretenen Premierminister Trudeau kritisierte er für dessen angeblich „desaströse“ und „woke“ Politik, die die Lebensqualität in Kanada wesentlich verschlechtert habe. Er versprach eine „Politik des gesunden Menschenverstands“, die die realen Probleme Kanadas (Wohnraumknappheit, Preissteigerung etc.) angehen sollte. Politische Gegner kritisierten Poilievres populistischen Stil. Es geriet Poilievre auch nicht zum Vorteil, dass sich sowohl Donald Trump als auch Elon Musk in der Vergangenheit positiv über ihn geäußert hatten. Allerdings hatte Trump kritisiert, dass Poilievre „nicht MAGA genug“ sei. Poilievre versuchte sich im Wahlkampf mit der Parole Canada first deutlich von Trump zu distanzieren.
Als Spitzenkandidat des französischsprachigen Bloc Québécois trat Yves-François Blanchet an. Der Bloc Québécois kandidierte nur in der Provinz Quebec. Neben dem traditionellen Thema der Souveränität Quebecs vertrat die Partei überwiegend sozialdemokratische Positionen.
An der Spitze der Neuen Demokratischen Partei (NDP) kandidierte zum wiederholten Male deren Parteiführer Jagmeet Singh. Die NDP vertritt ein politisch linkes Programm und sieht sich als Vertreterin der Interessen der Industriearbeiterschaft. In der Vergangenheit hatte die NDP die Regierung Trudeaus punktuell unterstützt. Sie kündigte jedoch die Zusammenarbeit auf, nachdem Trudeau bei einem Eisenbahnarbeiterstreik ihrer Ansicht nach einseitig die Position der Arbeitgeber eingenommen hatte.
Die Grüne Partei Kanadas wurde von der Parteivorsitzenden Elizabeth May in den Wahlkampf geführt. Die Partei ist als kleinere Partei traditionell durch das Mehrheitswahlrecht stark benachteiligt. Bei der letzten Wahl hatte die Partei nur zwei Direktmandate gewinnen können (Wahlkreis Kitchener Centre in Ontario für Mike Morrice und Wahlkreis Saanich—Gulf Islands in British Columbia für Elizabeth May).
Maxime Bernier, der Parteivorsitzende der konservativ bis rechtspopulistischen Volkspartei Kanadas (PPC) kritisierte die von Kanada erhobenen Gegenzölle gegen die Vereinigten Staaten. Man müsse stattdessen mit Donald Trump ins Gespräch kommen und ihm in einzelnen Punkten entgegenkommen. Einen Handelskrieg mit den  Vereinigten Staaten könne Kanada nicht gewinnen. Im Übrigen sprach er sich für deutliche staatliche Ausgabenkürzungen, eine Kürzung der kanadischen Auslandhilfen, eine Einschränkung der Einwanderung nach Kanada und ein Ende der „woken Politik“ aus.
Neben den genannten sechs großen Parteien registrierten sich zehn weitere Parteien für die Wahl.
| Logo der Liberalen Partei | Logo der Konservativen Partei | Logo des Bloc Québécois | Logo der Neuen Demokratischen Partei | Grüne Partei  | Volkspartei    |
| Liberale Partei           | Konservative Partei           | Bloc Québécois          | Neue Demokratische Partei            | Grüne Partei  | Volkspartei    |
| Mark Carney               | Pierre Poilievre              | Yves-François Blanchet  | Jagmeet Singh                        | Elizabeth May | Maxime Bernier |
| Mark Carney               | Pierre Poilievre              | Yves-François Blanchet  | Jagmeet Singh                        | Elizabeth May | Maxime Bernier |

## Meinungsumfragen
Seit der letzten Wahl hatten die Liberalen kontinuierlich an Zustimmung verloren. Einen Tiefpunkt erreichten sie mit etwa 20 Prozent Zustimmung Anfang 2025. Danach zeigte sich ein steiler Wiederaufstieg der Partei in der öffentlichen Meinung. Dafür waren im Wesentlichen drei Ereignisse verantwortlich: der Rücktritt Trudeaus, die Amtsübernahme Donald Trumps in den Vereinigten Staaten, und der Aufstieg Mark Carneys als neuer Parteiführer der Liberalen.

Meinungsumfragen seit 2021

## Wahltermin
Der Wahltermin wird durch die Fixterminbestimmungen des kanadischen Wahlgesetzes bestimmt, wonach die Bundeswahlen am dritten Montag im Oktober im vierten Kalenderjahr nach dem Wahltag der vorangegangenen Wahl abgehalten werden müssen. Ein Gesetzesentwurf der Regierung sah jedoch vor, den Termin auf den 27. Oktober 2025 zu verschieben, um Konflikte mit dem Hindu-Fest Diwali zu vermeiden.
Die Wahl kann vor dem geplanten Datum stattfinden, wenn der Generalgouverneur das Unterhaus auf Empfehlung des Premierministers für vorgezogene Wahlen auflöst oder wenn das Unterhaus ein Misstrauensvotum gegen die Regierung verabschiedet.

## Änderung der Wahlkreise
Dies war die erste Wahl, bei der eine geänderte Einteilung mit 343 Unterhauswahlkreisen verwendet wurde, die auf der kanadischen Volkszählung von 2021 basiert. Änderungen bezüglich der Zahl der Wahlkreise ergaben sich für die Provinzen Ontario (plus ein Sitz), British Columbia (plus ein Sitz) sowie Alberta (plus drei Sitze). Die Wahlbezirke für jede der zehn Provinzen wurden zwischen dem 14. Februar und dem 8. Juli 2023 festgelegt und am 22. September 2023 offiziell bekanntgegeben. Die vorherige Wahlkreiseinteilung mit 338 Wahlkreisen wäre verwendet worden, wenn die Wahl vor dem 23. April 2024 ausgerufen worden wäre.

## Ergebnis

### Landesweit

Karte der Wahlkreisgewinner

In den 342 Wahlkreisen kandidierten 1959 Bewerber. Die Liberale Partei, die Konservative Partei und die Neue Demokratische Partei stellten in allen Wahlkreisen Kandidaten auf, die Grüne Partei in 232, der Bloc Québécois in 78 und die Volkspartei in 247. An der Wahl beteiligten sich 177 unabhängige Kandidaten.
Die Wahlbeteiligung lag mit 68,66 % deutlich über der der vorangegangenen Wahl (62,25 %). Im Ergebnis zeigte sich ein Wahlsieg der Liberalen Partei. Die Partei hatte nach ihrem Tief in den Meinungsumfragen Anfang Januar 2025 einen spektakulären Wiederaufstieg geschafft und gewann bei der Wahl im Vergleich zu 2021 sowohl die relative Stimmenmehrheit als auch die relative Mandatsmehrheit. Mit 169 gewonnenen Wahlkreisen (49,4 %) verfehlte sie knapp die absolute Mehrheit. Die Konservativen gewannen zwar ebenfalls deutlich an Stimmen und Mandaten hinzu, kamen damit aber nur auf den zweiten Platz. Der konservative Spitzenkandidat Pierre Poilievre verlor seinen seit 2004 gehaltenen Wahlkreis Carleton in Ontario an den liberalen Gegenkandidaten. Hauptverlier der Wahl war die NDP, die fast zwei Drittel ihrer Wählerschaft verlor und von 24 auf 7 Unterhaussitze reduziert wurde. Dadurch verlor sie auch den Status als „offizielle Partei“, für den mindestens zwölf Unterhaussitze notwendig sind. Dies bedeutete für die Partei einen erheblichen Verlust an staatlicher Unterstützung. In Reaktion auf die Wahlniederlage erklärte Jagmeet Singh am Wahlabend seinen Rücktritt vom Parteivorsitz. Auch er hatte seinen Wahlkreis Burnaby Central in British Columbia an den liberalen Gegenkandidaten verloren. Zum Grund der NDP-Niederlage wurde spekuliert, dass sich viele NDP-Wähler als strategische Wechselwähler betätigt hatten. Außerdem sei die NDP-Wahlkampagne schwach gewesen. Die Grünen verloren einen der beiden von ihnen gehaltenen Wahlkreise und waren künftig nur noch mit ihrer Parteivorsitzenden Elizabeth May (Wahlkreis Saanich-Gulf Islands in British Columbia) im Unterhaus vertreten. Der Grünen-Kovorsitzende Jonathan Pedneault trat von seinem Parteiamt zurück, nachdem er im Wahlkreis Quebec’s Outremont 9,6 Prozent der Stimmen erzielt hatte. Alle anderen Parteien und Einzelbewerber gingen leer aus.
Nach der Wahl fanden in vier Wahlkreisen erneute Auszählungen statt. In drei Wahlkreisen erfolgten diese wie in der Wahlordnung vorgeschrieben, weil der Abstand der beiden bestplatzierten Kandidaten weniger als 0,1 % betrug (automatic recount in den Wahlkreisen Terra Nova–The Peninsulas in Neufundland und Labrador, Terrebonne in Quebec, Milton East–Halton Hills South in Ontario). Ein weiterer Wahlkreis (Windsor–Tecumseh–Lakeshore in Ontario) wurde aufgrund eines juristischen Einspruchs erneut ausgezählt. Am knappsten fiel das Ergebnis im Wahlkreis Terrebonne aus, den die liberale Kandidatin Tatiana Auguste mit einer einzigen Stimme Mehrheit (23.352 gegen 23.351) gegenüber ihrer Kontrahentin Nathalie Sinclair-Desgagné vom Bloc Québécois gewann.
| Partei | Partei                    | Vorsitzender           | Kandi- daten | Sitze 2021 | bei Auf- lösung | Sitze 2025 | +/− | Stimmen    | Anteil   | +/−      |
| ------ | ------------------------- | ---------------------- | ------------ | ---------- | --------------- | ---------- | --- | ---------- | -------- | -------- |
|        | Liberale Partei           | Mark Carney            | 0342         | 160        | 152             | 169        | 0+9 | 08.595.488 | 043,76 % | +11,14 % |
|        | Konservative Partei       | Pierre Poilievre       | 0342         | 119        | 120             | 144        | +25 | 08.113.484 | 041,31 % | 0+7,57 % |
|        | Bloc Québécois            | Yves-François Blanchet | 078          | 032        | 033             | 022        | −10 | 01.236.349 | 06,29 %  | 0−1,35 % |
|        | Neue Demokratische Partei | Jagmeet Singh          | 0342         | 025        | 024             | 007        | −18 | 01.234.673 | 06,29 %  | −11,54 % |
|        | Grüne Partei              | Elizabeth May          | 0232         | 002        | 002             | 001        | 0−1 | 00.238.892 | 01,22 %  | 0−1,11 % |
|        | Volkspartei               | Maxime Bernier         | 0247         | 000        | 000             | 000        | 0±0 | 00.136.977 | 00,70 %  | 0−4,24 % |
|        | Unabhängige               | —                      | 0177         | 000        | 003             | 000        | 0±0 | 00.39.498  | 00,20 %  | 0−0,02 % |
|        | Sonstige Parteien         | —                      | 0199         | 000        | 000             | 000        | 0±0 | 00.46.302  | 00,24 %  | 0−0,66 % |
|        | Vakant                    | —                      | —            | 000        | 004             | 000        | 0±0 | —          | —        | —        |
| Gesamt | Gesamt                    | Gesamt                 | 1959         | 338        | 338             | 343        | 0+5 | 19.641.663 | 100,00 % | —        |

### Nach Provinzen und Territorien

Gewonnene Sitze nach Provinzen

| Partei        | Partei                    | Partei       | BC   | AB   | SK   | MB   | ON   | QC   | NB   | NS   | PE   | NL   | YT   | NT   | NU   | Gesamt |
| ------------- | ------------------------- | ------------ | ---- | ---- | ---- | ---- | ---- | ---- | ---- | ---- | ---- | ---- | ---- | ---- | ---- | ------ |
|               | Liberale Partei           | Sitze        | 20   | 2    | 1    | 6    | 70   | 43   | 6    | 10   | 4    | 5    | 1    | 1    | –    | 169    |
| Stimmenanteil | Liberale Partei           | 42,3         | 28,4 | 26,8 | 41,2 | 49,6 | 43,0 | 53,6 | 58,1 | 57,6 | 54,4 | 53,1 | 53,8 | 36,4 | 43,8 |        |
|               | Konservative Partei       | Sitze        | 19   | 34   | 13   | 7    | 52   | 11   | 4    | 1    | –    | 2    | –    | –    | –    | 143    |
| Stimmenanteil | Konservative Partei       | 41,5         | 64,8 | 65,1 | 46,9 | 44,3 | 23,5 | 40,7 | 35,7 | 36,9 | 40,0 | 38,5 | 33,2 | 26,1 | 41,3 |        |
|               | Bloc Québécois            | Sitze        |      |      |      |      |      | 23   |      |      |      |      |      |      |      | 23     |
| Stimmenanteil | Bloc Québécois            | 28,0         | 6,3  |      |      |      |      |      |      |      |      |      |      |      |      |        |
|               | Neue Demokratische Partei | Sitze        | 3    | 1    | –    | 1    | –    | 1    | –    | –    | –    | –    | –    | –    | 1    | 7      |
| Stimmenanteil | Neue Demokratische Partei | 13,2         | 6,4  | 7,6  | 11,2 | 4,9  | 4,5  | 2,9  | 5,3  | 2,4  | 5,5  | 6,3  | 12,0 | 37,4 | 6,3  |        |
|               | Grüne Partei              | Sitze        | 1    | –    | –    | –    | –    | –    | –    | –    | –    | –    | –    | –    | –    | 1      |
| Stimmenanteil | Grüne Partei              | 3,0          | 0,4  | 0,5  | 0,7  | 1,2  | 0,9  | 1,7  | 1,0  | 2,2  | 0,1  | 2,1  | 1,0  | –    | 1,2  |        |
| Sitze gesamt  | Sitze gesamt              | Sitze gesamt | 43   | 37   | 14   | 14   | 122  | 78   | 10   | 11   | 4    | 7    | 1    | 1    | 1    | 343    |